# Circondario di Caltanissetta
Il circondario di Caltanissetta era uno dei tre circondari in cui era suddivisa la provincia di Caltanissetta, esistito dal 1861 al 1927.

## Storia
Con l'Unità d'Italia (1861) la suddivisione in province e circondari stabilita dal Decreto Rattazzi fu estesa all'intera Penisola.
Il circondario di Caltanissetta fu abolito, come tutti i circondari italiani, nel 1927, nell'ambito della riorganizzazione della struttura statale voluta dal regime fascista.

## Suddivisione
Nel 1863, la composizione del circondario era la seguente:
1. Mandamento I di Caltanissetta
  - Caltanissetta
2. Mandamento II di Mussomeli
  - Acquaviva Platani, Campofranco, Mussomeli, Sutera
3. Mandamento III di San Cataldo
  - San Cataldo
4. Mandamento IV di Santa Caterina Villarmosa
  - Resuttano, Santa Caterina Villarmosa
5. Mandamento V di Serradifalco
  - Bompensiere Naduri, Montedoro, Serradifalco
6. Mandamento VI di Sommatino
  - Delia, Sommatino
7. Mandamento VII di Villalba
  - Marianopoli, Vallelunga, Villalba